# Rhinochimaeridae
Rhinochimaeridae, in het Nederlands ook wel de langneusdraakvissen genoemd, vormen een familie van kraakbeenvissen. In uiterlijk en gedrag lijken ze op de andere draakvissen (Chimaeriformes), behalve dat ze een uitzonderlijke lange, peddelvormige snuit hebben die soms taps toeloopt. In dit tastorgaan zitten de uiteinden van een groot aantal zenuwen. Hiermee sporen deze kraakbeenvissen hun prooien (macrofauna en kleine visjes) op.

## Geslachten
- Harriotta Goode & Bean, 1895
- Neoharriotta Bigelow & Schroeder, 1950
- Rhinochimaera Garman, 1901